# 대한민국의 종교
대한민국의 종교(religion in South Korea)는 비교적 다양하며, 특히 무종교의 비중이 절반에 달하는 세속주의 성향이 강하다. 대한민국 헌법에서는 종교의 자유를 보장하고 있다. 여러 조사에 의하면 약 절반의 인구는 특정한 종교에 소속하여 있지 않으며 나머지 인구는 대부분 기독교나 불교를 믿고 기독교 인구의 약 2/3은 개신교, 1/3은 천주교에 속한다. 약 1%의 인구는 원불교, 유교, 천도교, 대순진리회, 이슬람교 등의 여러 소수 종교를 믿는 것으로 조사되었다.
한국은 남북 모두 근현대에 들어 종교관에 큰 변화를 겪었으며 대한민국에서는 건국 이후 기독교의 빠른 확산이 눈에 띄었다. 최근에는 젊은 인구층에서 종교를 믿지 않는 인구의 비율이 증가하였는데, 2012년 갤럽의 조사에 의하면 그 중 스스로를 무신론자로 여기는 사람의 비율은 약 15%였다.
한국의 문화와 종교관은 전반적으로 조선시대 동안 지배적이었던 성리학과 오랜 기간 이어져온 토착 신앙인 샤머니즘(무속신앙)의 영향을 받았다.

## 인구 통계
종교 인구 현황 2023
| 대한민국 종교 인구 통계 1985년~2015년                 | 대한민국 종교 인구 통계 1985년~2015년 | 대한민국 종교 인구 통계 1985년~2015년 | 대한민국 종교 인구 통계 1985년~2015년 | 대한민국 종교 인구 통계 1985년~2015년 | 대한민국 종교 인구 통계 1985년~2015년 |
| 전체 국민 비율 %                                      | 전체 국민 비율 %                      | 전체 국민 비율 %                      | 전체 국민 비율 %                      | 전체 국민 비율 %                      | 전체 국민 비율 %                      |
|                                                       | 항목                                  | 항목                                  | 항목                                  | 항목                                  | 항목                                  |
| ----------------------------------------------------- | ------------------------------------- | ------------------------------------- | ------------------------------------- | ------------------------------------- | ------------------------------------- |
| 연도                                                  | 무종교                                | 불교                                  | 개신교                                | 천주교                                | 기타                                  |
| 1985                                                  | 51.2                                  | 26.1                                  | 16                                    | 4.4                                   | 2.3                                   |
| 1995                                                  | 49.3                                  | 23.2                                  | 19.7                                  | 6.6                                   | 1.2                                   |
| 2005                                                  | 46.9                                  | 22.8                                  | 18.3                                  | 10.9                                  | 1.1                                   |
| 2015                                                  | 56.1                                  | 15.5                                  | 19.7                                  | 7.9                                   | 0.8                                   |
| 출처 : 통계청 (인구주택총조사 1985, 1995, 2005, 2015) |                                       |                                       |                                       |                                       |                                       |

### 종교 인구 및 종교 활동 현황(2023)
2023년 종교인구 비율은 개신교 20%, 불교 17%, 천주교 11%, 종교 없음 51%였다.

## 토착 종교
- 무속

## 같이 보기
- 한국의 종교
- 한국의 불교
  - 원불교
  - 한국 불교의 종파
- 한국의 기독교
  - 한국의 로마 가톨릭교회
  - 한국 정교회
  - 대한성공회
  - 재림 교회
- 한국의 유교
- 천도교
- 한국의 도교
- 한국의 선교
- 대종교
- 한국민족종교협의회
- 한국의 신흥종교
- 예수그리스도 후기성도교회